# The American Naturalist
The American Naturalist – amerykańskie czasopismo naukowe wydawane od roku 1867 przez American Society of Naturalists.
Ukazuje się jako miesięcznik. Wydawcą jest University of Chicago Press.
Na łamach czasopisma poruszane są tematy związane z ekologią, biologią ewolucyjną, badaniami dotyczącymi tzw. biologii zintegrowanej.
Redaktorami czasopisma są Michael C. Whitlock z Uniwersytetu Kolumbii Brytyjskiej oraz Patricia L. Morse (2007).